# 岩手护理短期大学
岩手护理短期大学（日语：／ Iwate Kango Tankidaigaku *）是過去一所位于日本岩手县岩手郡泷泽村的私立短期大学。

## 概要

### 简介
- 源流成立于1897年[1]。短期大学为于1990年开办[1]、由学校法人岩手女子奖学会经营。

### 历史
- 1990年 岩手女子护理短期大学成立并同时设置护理学科[1]。
- 1998年 专科成立[1]。
- 2000年 改校名为岩手护理短期大学、开始招収男学生[1]。
- 2020年 停辦。

### 宪章
- 请参看岩手护理短期大学的标志 （日語） 2013年12月17日阅览。

## 学校环境
- 校区：在岩手县岩手郡泷泽村

## 历任校长
- 小松代融一：第一代短期大学校长[1]
- 矢川宽一：就任于1993年[1]
- 小川英行：就任于1999年。现在短期大学校长[1]

## 组织

### 学科
- 护理学科

### 专科
- 地区护理学专攻[注 1]
- 助产学专攻[注 1]

### 业余课程
- 没有

### 附属机关
- 图书馆[2]
- 多媒体中心[3]

## 相关链接
- 日本短期大学列表